# Tromantadine
Tromantadine là một loại thuốc chống vi-rút được sử dụng để điều trị vi-rút herpes đơn. Nó có sẵn trong một loại gel bôi ngoài tên thương mại Viru-Merz và Viru-Merz Serol. Hiệu suất của nó tương tự như aciclovir.
Giống như rimantadine, amantadine và adapromine, tromantadine là một dẫn xuất của adamantane.

## Cơ chế
Tromantadine ức chế các sự kiện sớm và muộn trong chu kỳ nhân lên của virus. Nó thay đổi glycoprotein của tế bào chủ, do đó cản trở sự hấp thụ của virus. Nó ức chế sự xâm nhập của virus. Nó cũng ngăn chặn uncoating của virion.